# Prokletí básníci

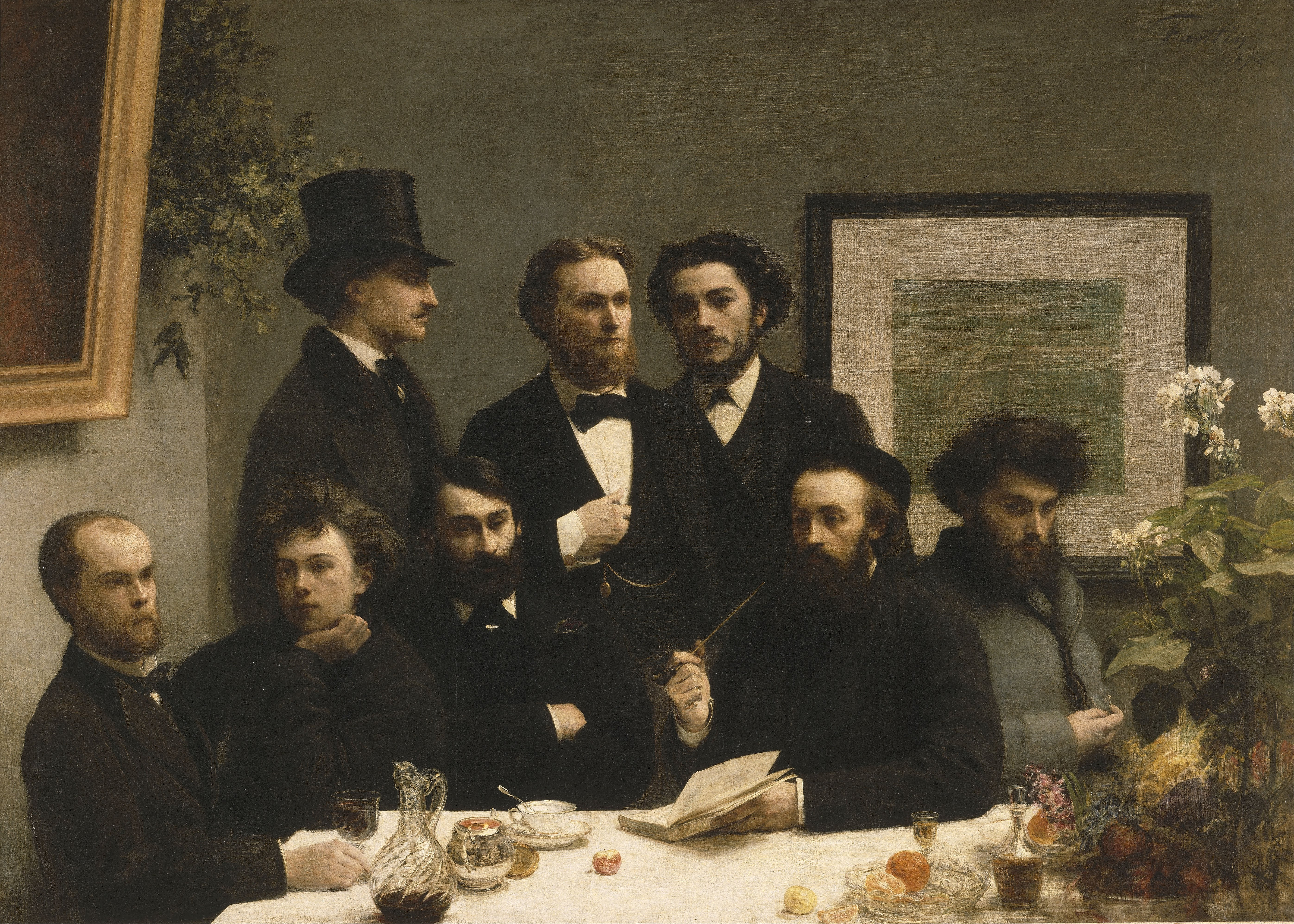
Prokletí básníci Paul Verlaine (první zleva) a Arthur Rimbaud (druhý zleva) znázornění v malbě Henriho Fantin-Latoura z roku 1872.

Prokletí básníci je označení francouzských nekonformních básníků poslední třetiny 19. století, poprvé užité Paulem Verlainem ve stejnojmenné eseji roku 1883 (knižně 1884) – viz níže.
Často s nimi bývá spojena představa o užívání drog a alkoholu, zločinnosti, násilí a obecně dekadentním životním stylu spojeném s neúctou k většinové společnosti a jejím pravidlům.
Hlavním znakem tohoto stylu poezie bylo hledat krásu v ošklivosti, psát i o dosud tabuizovaných[tématech (příkladem je známá báseň Zdechlina Ch. Baudelaira).
Za prvního prokletého básníka a jeho prototyp je obvykle považován Charles Baudelaire (1821–1867).
Charles Baudelaire, Paul Verlaine a Arthur Rimbaud jsou označováni za typické příklady.
Pojem se ale vžil do širšího povědomí až vydáním sbírky Paula Verlaina (1884). Původně se používal pouze jako označení spisovatelů zmíněných v jeho knize (viz níže), ale později se stal jménem pro spisovatele (a umělce obecně), jejichž život a umění byl mimo společnost nebo proti společnosti. Například, básník a vydavatel Pierre Seghers vydal sbírku Poètes maudits d'aujourd'hui: 1946–1970 (Prokletí básníci dneška) v Paříži roku 1972, obsahující díla autorů jako Antonin Artaud, Jean-Pierre Duprey a 10 dalších, z nichž někteří (např. Artaud) se stali posmrtně uznávanými.
Mezi předchůdce prokletých básníků bývá někdy řazen i francouzský renesanční básník François Villon či praotec literárního horroru Edgar Allan Poe.

## SbírkaProkletí básníci
Prokletí básníci je sbírka Paula Verlaina vydaná roku 1884. (viz výše)
Tato práce je pocta těmto autorům:
- Tristan Corbière
- Arthur Rimbaud
- Stéphane Mallarmé – v 1. vydání sbírky pouze tito tři
- Marceline Desbordes-Valmorová
- Adam Auguste Villiers de l'Isle
- a sám Paul Verlaine – pod pseudonymem Pauvre Lélian

Mezi prokleté básníky se také řadí:
- Charles Cros
- Charles Pierre Baudelaire
- Gérard de Nerval
- Jules Laforgue
- Comte de Lautréamont
- Antonin Artaud
- François Villon - který umřel v 15. století

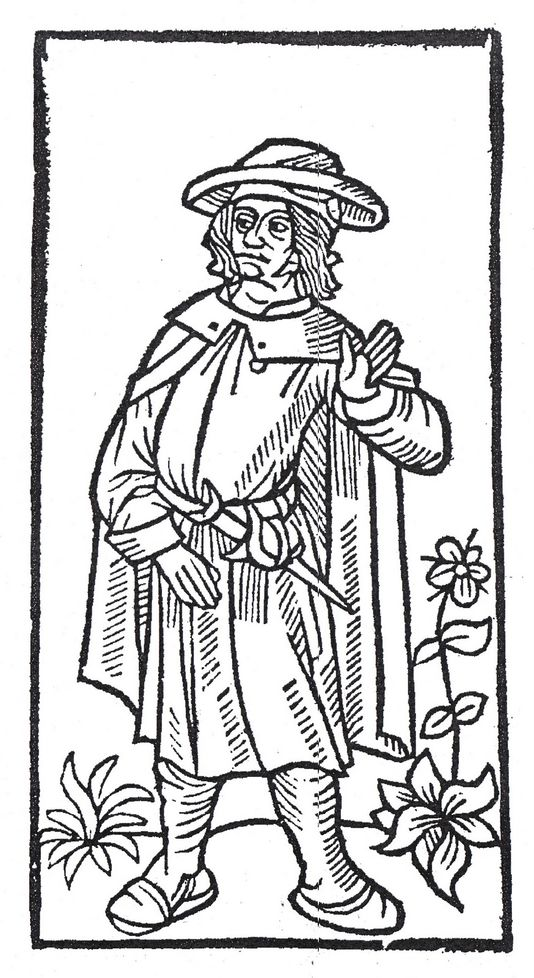
Dřevoryt reprezentující Françoise Villona ve vydání jeho Velkého testamentu v roce 1489.
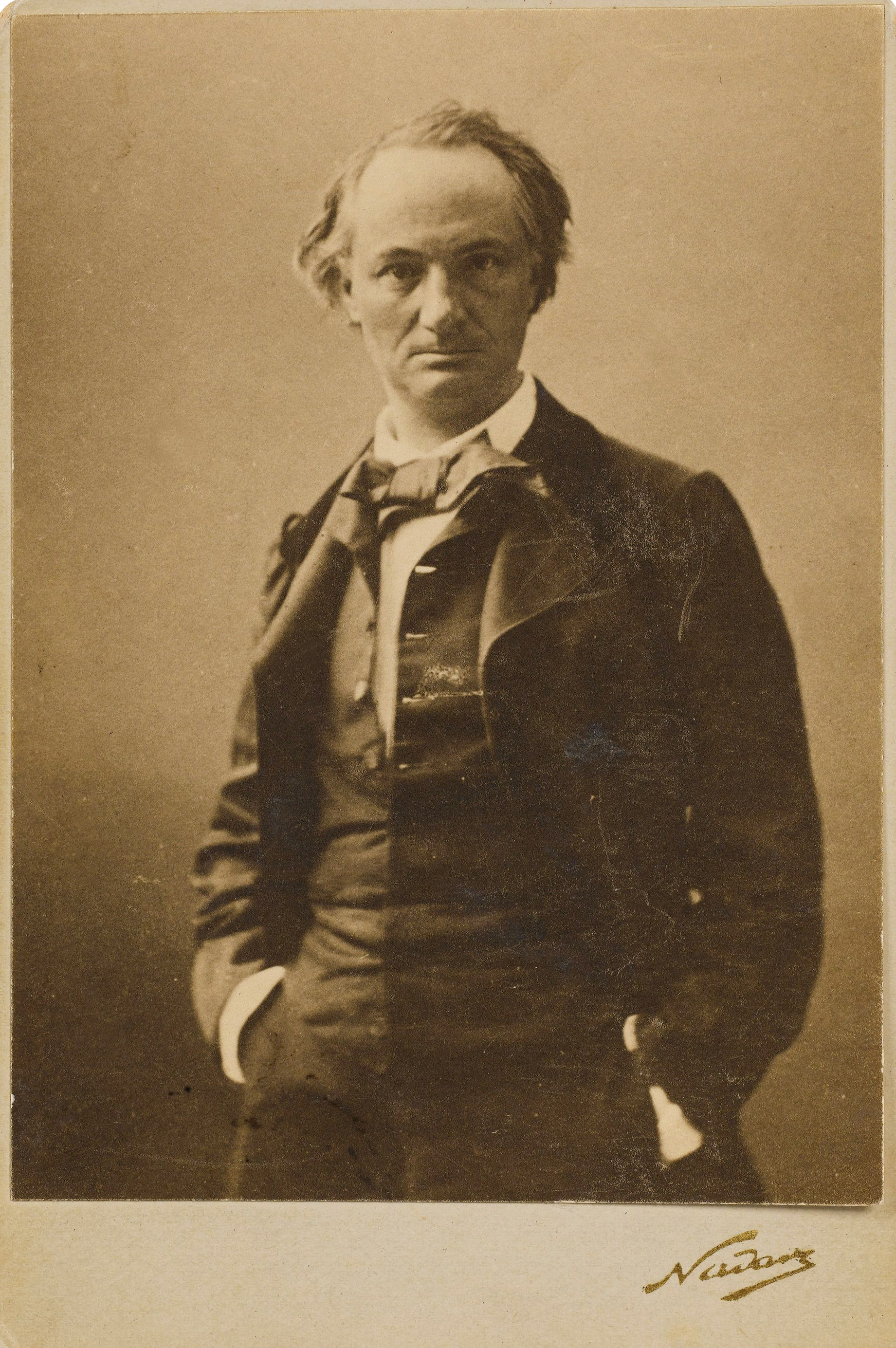
Charles Baudelaire na fotografii od Nadara.
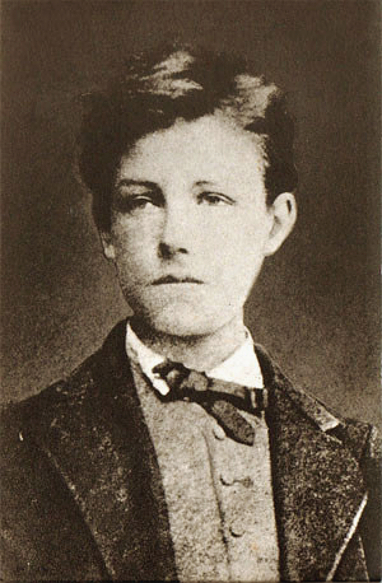
Étienne Carjat: Arthur Rimbaud v 17 letech.
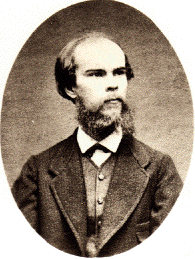
Autor eseje Prokletí básníci Paul Verlaine.
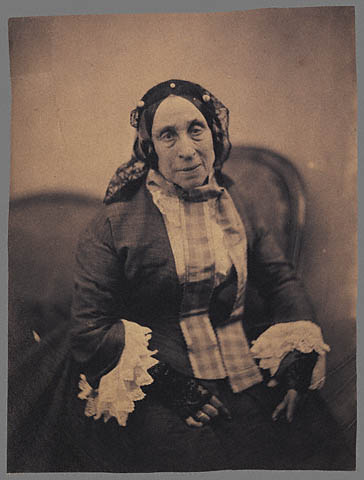
Marceline Desbordes-Valmorová